# Otto Fischer (Parteifunktionär)
Otto Fischer (* 26. Februar 1906 in Friedrichsfeld (Baden); † 11. Februar 1974 in Ost-Berlin) war ein deutscher Funktionär der Kommunistischen Partei Deutschlands (KPD), Widerstandskämpfer gegen den Nationalsozialismus und später Funktionär der Sozialistischen Einheitspartei Deutschlands (SED) in der Deutschen Demokratischen Republik (DDR).
Als Sekretär der Gruppe Ulbricht kehrte er im April 1945 aus dem sowjetischen Exil nach Deutschland zurück und war an der Machtübernahme der Kommunisten in der sowjetisch besetzte Zone Deutschlands beteiligt. Von 1952 bis 1974 war er als leitender Mitarbeiter des Staatlichen Komitees für Rundfunk an systematischer Zensur in den Medien der DDR maßgeblich beteiligt.

## Leben
Schon als Jugendlicher wurde Fischer Mitglied kommunistischer Organisationen. 1920 trat er in die Freie Sozialistische Jugend (FSJ) und 1924 in den Kommunistischen Jugendverband Deutschlands (KJVD) ein. 1926 wurde er Mitglied der Kommunistischen Partei Deutschlands (KPD). Von 1929 bis 1931 war er Mitglied der KPD-Bezirksleitung Baden-Pfalz. Noch vor der Machtübernahme der Nationalsozialisten in Deutschland übersiedelte Fischer 1931 im Parteiauftrag nach Moskau.
Er wurde Mitarbeiter des Exekutivkomitees der Kommunistischen Internationale (EKKI). 1936 erhielt er die sowjetische Staatsbürgerschaft und wurde Mitglied der Kommunistischen Allunions-Partei (Bolschewiki) (WKP(B)), der späteren KPdSU. Nach der Evakuierung der Kommunistischen Internationale im Oktober 1941 war er im Kolchos „Bolschewik“ in Kamischla (bei Ufa) tätig und wurde dann Mitarbeiter im Artel „Akkumulator“ in Ufa. 1942 wurde er Arbeiter im Kohlebergwerk in Stalinogorsk und 1943 erneut Mitarbeiter des EKKI in Ufa. Von Oktober 1943 bis April 1945 war er Mitarbeiter im Institut Nummer 99 und Leiter des Schreibmaschinenbüros des antifaschistischen Nationalkomitees Freies Deutschland (NKFD).
Am 30. April 1945 kehrte Fischer zusammen mit dem späteren DDR-Machthaber Walter Ulbricht und anderen nach Deutschland zurück. Als technischer Sekretär der Gruppe Ulbricht war er an der Machtübernahme der Kommunisten in der sowjetisch besetzten Zone Deutschlands beteiligt. In den ersten Maitagen 1945 hatte er den Auftrag erhalten, mit dafür zu sorgen, dass schnell funktionstüchtige Sendeanlagen zur Verfügung standen. Ab Mai 1945 war Fischer Hauptsachbearbeiter in der Kaderabteilung des Berliner Rundfunks. Ab 1952 war er über zwanzig Jahre lang in gleicher Funktion in der Kaderabteilung des Staatlichen Rundfunkkomitees der DDR beschäftigt. In dieser Funktion war er an systematischer Zensur in den DDR-Medien beteiligt.
Fischer starb kurz vor Vollendung seines 68. Lebensjahres. Sein Nachlass befindet sich im Bundesarchiv.

## Auszeichnungen
- 1958 Medaille für Kämpfer gegen den Faschismus 1933 bis 1945 (DDR)
- 1966 Vaterländischer Verdienstorden in Silber (DDR)